# Bulbophyllum sandersonii
Bulbophyllum sandersonii là một loài phong lan thuộc chi Bulbophyllum.

## Hình ảnh

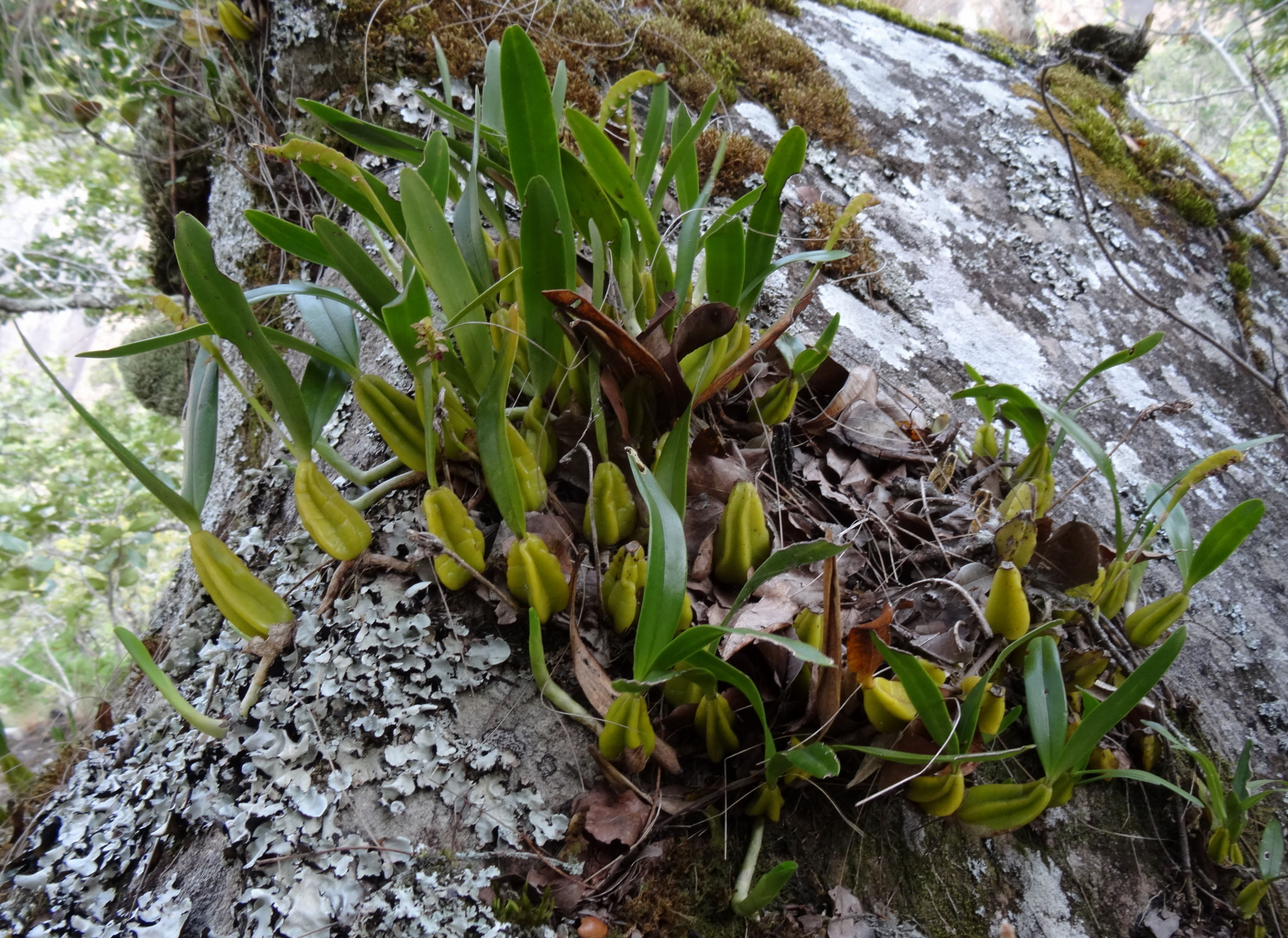